# Baumbachsche Formel
Die Baumbach’sche Formel ist ein Begriff aus der Rechtswissenschaft. Sie ist benannt nach Adolf Baumbach, einem Kommentator der deutschen Zivilprozessordnung (ZPO).
Im deutschen Zivilprozess hat das Gericht im Urteil auch darüber zu entscheiden, wer die Kosten des Rechtsstreits trägt (§ 308 Abs. 2 ZPO), ohne dass es hierfür des Antrags einer Partei bedarf. Die Baumbach’sche Formel wird hier bei der Entscheidung in Fällen benutzt, in denen mehrere Streitgenossen klagen oder verklagt werden und in unterschiedlichem Maß obsiegen. Dabei wird getrennt über die Verteilung der Gerichtskosten und der außergerichtlichen Kosten (Anwaltskosten) unter den Parteien entschieden. Der Entscheidungsvorschlag Baumbachs (in seiner Kommentierung zu § 100 ZPO) stellt keine mathematische Formel dar, sondern formuliert die vom Gericht zu treffende Entscheidung für einen einfachen Fall, in dem der Kläger gegen zwei Streitgenossen in gleicher Höhe klagt und gegen einen gewinnt, gegen den anderen verliert. Allerdings lässt sich die Lösung, gerade in schwierigeren Fällen, mit Hilfe mathematischer Formeln finden, wie sie in Berechnungsprogrammen am PC zum Einsatz kommen.

## Einfacher Fall der Kostenentscheidung (ohne Baumbach’sche Formel)
Im Grundsatz geht die ZPO von der „Einheit der Kostenentscheidung“ aus. Darunter versteht man unter anderem, dass die Gerichtskosten und die außergerichtlichen Kosten (Anwaltskosten) mit derselben Quote verteilt werden.
Beispiel: A klagt gegen B 10.000 € ein. Das Gericht entscheidet, dass A nur 2.500 € zustehen.
Nach § 92 Absatz 1 ZPO sind die Kosten bei Teilunterliegen in der Regel verhältnismäßig zu teilen. Die Quote, die eine Partei zu tragen hat, ergibt sich aus dem Betrag ihres Unterliegens, geteilt durch den Streitwert. Im Beispielsfall würden die Gerichtskosten und die außergerichtlichen Kosten einheitlich zu 3/4 von A zu tragen sein und zu 1/4 von B.

## Anwendungsfall für die Baumbach’sche Formel
Vom Grundsatz der Einheit der Kostenentscheidung wird bei Streitgenossen eine Ausnahme gemacht, wenn sie zu unterschiedlichen Anteilen verklagt werden und/oder das Gericht sie zu unterschiedlichen Anteilen verurteilt.
Für die Berechnung der jeweiligen Kostentragungsquoten empfiehlt sich das Anfertigen von Tabellen (s.h. Grafiken).
Beispiel: A klagt in einem Prozess gegen B 8.000 € ein und gegen C 10.000 €. Das Gericht spricht A gegen B 2.000 € zu und gegen C 4.000 € zu.
Die Gerichtskosten würden in diesem Prozess einheitlich nach einem (fiktiven) Streitwert von 18.000 € (Addition aus dem Antrag gegen B und C) berechnet.
A ist unterlegen mit 6.000 € gegen B und mit 6.000 € gegen C insgesamt also mit 12.000 €.
B ist unterlegen mit 2.000 € und C mit 4.000 €. Das bedeutet A muss von den Gerichtskosten des Prozesses 12/18 bzw. gekürzt 2/3 übernehmen, B muss 2/18 bzw. gekürzt 1/9 zahlen und C muss 4/18 bzw. 2/9 zahlen.
| Beteiligter | Unterliegensanteil | Kostenquote   |
| ----------- | ------------------ | ------------- |
| A           | 12.000 €           | 12.000/18.000 |
| B           | 2.000 €            | 2.000/18.000  |
| C           | 4.000 €            | 4.000/18.000  |
| Summe       | 18.000 €           | 1 (= 100 %)   |

Die außergerichtlichen Kosten des A würden nach demselben Verhältnis verteilt, da er an beiden Prozessrechtsverhältnissen beteiligt war.
Die außergerichtlichen Kosten von B und C sind jedoch nur jeweils nach dem Streitwert in ihrem Prozessrechtsverhältnis entstanden (also für B nach 8.000 € und für C nach 10.000 €). Nur unter Zugrundelegung dieser Werte ist auch eine Quote zu bilden.
Im Verhältnis zwischen A und B, bei dem es insgesamt um 8.000 € ging, war A mit 6.000 € unterlegen, daher muss er 6/8 bzw. 3/4 der außergerichtlichen Kosten des B zahlen.
B war mit 2000 € unterlegen, er muss also 2/8 bzw. gekürzt 1/4 seiner außergerichtlichen Kosten selbst zahlen. C hat mit diesen Kosten nichts zu tun.
Im Verhältnis zwischen A und C ging es um 10.000 €. A hat mit 6.000 € verloren; er muss also 6/10 bzw. gekürzt 3/5 der außergerichtlichen Kosten des C zahlen, 2/5 muss C selber tragen. B hat mit diesen Kosten nichts zu tun.
Die Kostenentscheidung des Gerichts würde nach der Baumbach’schen Formel lauten:
„Von den Gerichtskosten und den außergerichtlichen Kosten des Klägers haben der Kläger 2/3, der Beklagte zu 1) 1/9 und der Beklagte zu 2) 2/9 zu tragen. Von den außergerichtlichen Kosten des Beklagten zu 1) hat der Kläger 3/4, von denen des Beklagten zu 2) 3/5 zu tragen, im Übrigen haben die Parteien ihre außergerichtlichen Kosten selbst zu tragen.“
Siehe auch: Kosten eines Gerichtsverfahrens in Deutschland